# Richard Mór de Burgh
Richard Mór de Burgh, Señor de Connacht (c. 1194-1242 o 1243), fue un aristócrata hiberno-normando y justiciar de Irlanda.

## Contexto
De Burgh era el hijo mayor superviviente de William de Burgh y de su mujer, que era hija de Domnall Mór Ua Briain, rey de Thomond. La principal propiedad de De Burgh era la baronía de Loughrea donde construyó un castillo en 1236 y se fundó una ciudad. Fundó también las ciudades de Galway y Ballinasloe. Las islas en el lago Mask y el lago Orben eran también parte de su territorio.
Desde la muerte de su padre en 1206 hasta 1214, Richard fue un guardia de la Corona de Inglaterra hasta que recibió su herencia. En 1215 sirvió brevemente en casa de su tío Hubert de Burgh, conde de Kent. En 1223 y otra vez en 1225 fue nombrado senescal de Munster y guardián del castillo de Limerick.

## Señor de Connacht
En 1224, Richard reclamó Connacht, que había sido concedido a su padre pero nunca, de hecho, había sido conquistado por él. Afirmó que la donación a Cathal Crobhdearg Ua Conchobair, el rey gaélico, después de la muerte de su padre, había sido en agradecimiento a sus servicios, y que su hijo Aedh mac Cathal Crobdearg Ua Conchobair, que había sucedido a Cathal ese año, no era válida. Tuvo el favor del justiciar de Inglaterra, Hubert de Burgh, y recibió Connacht en mayo de 1227. Habiendo recibido la custodia de los condados de Cork y Waterford y todas las tierras de la corona de Decies y Desmond, fue nombrado justiciar de Irlanda de 1228 a 1232.
Cuando en 1232 Hubert de Burgh cayó en desgracia, Richard fue capaz de distanciarse y evitó ser atacado por el rey de Inglaterra, Enrique III. Sería en 1235 cuando convocó a toda la hueste de señores y magnates ingleses para que le ayudaran a expulsar a Felim mac Cathal Crobderg Ua Conchobair, rey gaélico de Connacht. Él y sus lugartenientes recibieron grandes extensiones de terreno, mientras Felim fue obligado a prestar homenaje y se le permitió mantener cinco cantreds —Tierras con 100 villas cada una— en Roscommon por la Corona. Richard de Burgh mantendría los restantes 25 cantreds de Connacht como jefe de la Corona de Inglaterra. De Burgh tomó el título de "señor de Connacht".

## Matrimonio y descendencia
Antes de 1225 se casó con Egidia de Lacy, hija de Walter de Lacy, y Margaret de Braose. Con esta alianza adquirió el cantred de Eóganacht Chaisil con el castillo de Ardmayle en Tipperary.
Richard de Burgh tuvo tres hijos y pudo haber tenido cuatro hijas:
- Sir Richard de Burgh, señor de Connaught y alguacil del Castillo Montgomery, casado con una pariente de Eleanor de Provence, pero muerto sin descendencia en Poitou en 1248.[5]
- Walter de Burgh, conde de Úlster, señor de Connaught, fallecido en 1271.
- William Óg de Burgh, antepasado de los condes de Clanricarde y de la familia Mac William; fallecido en 1270.
- Aleys, casada con Muirchertach O Briain.
- Margery de Burgh (?-después de marzo de 1253), casada con Theobald Butler, III mayordomo principal de Irlanda.
- Maud, casada con sir Gerald de Prendergast de Beauvoir, padres de Maud de Prendergast.
- Hija desconocida que se casó con Hamon de Valoynes y tuvo una hija, Mabel de Valoynes.